# Patrick Levy
Patrick Levy, també conegut com Zak Fishman, és un escriptor, director, productor i actor francès, nascut el 6 d'octubre de 1960.

## Filmografia

### Com a director
- 1996 : Coup de vice[2]
- 2001 : G@mer
- 2010 : Les Princes de la nuit

### Com a guionista
- 1996 : Coup de vice
- 2001 : G@mer
- 2005 : Quand les anges s'en mêlent... de Crystel Amsalem

### Com a actor
- 1996 : Coup de vice : Charly
- 1997 : K d'Alexandre Arcady : Dan

### Com a productor
- 2005 : Quand les anges s'en mêlent… de Crystel Amsalem
- 2010 : Les Princes de la nuit de Patrick Levy